# Class Modelos

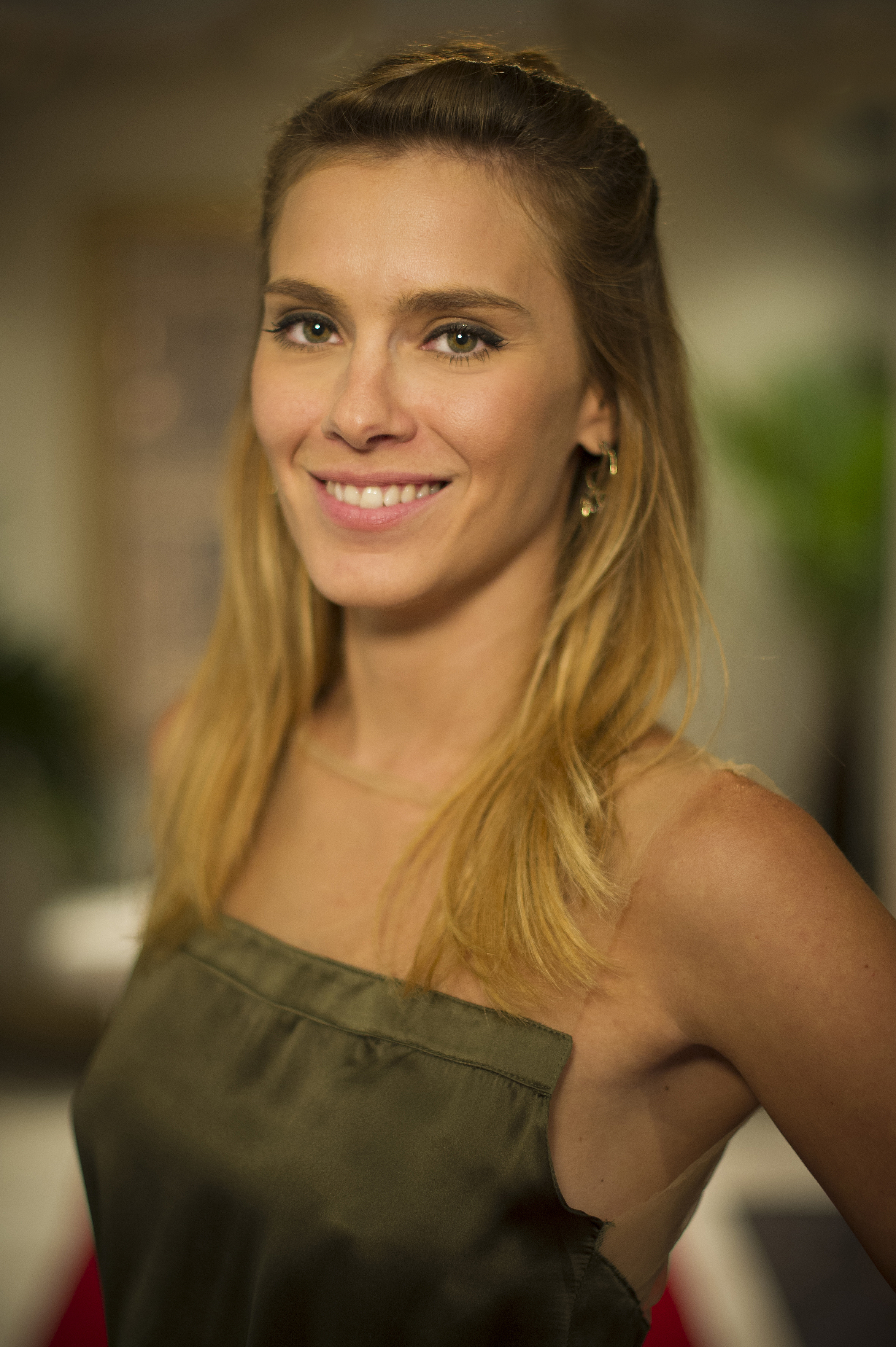
Carolina Dieckmann foi modelo da Class no Rio

A Class Modelos foi a mais prestigiada agência brasileira de modelos dos fins dos anos 80. A agência foi a idealizadora do concurso Supermodel of the World no país.
Muitos dos modelos de seu casting transformaram-se em celebridades prestigiadas no Brasil, como as atrizes Carolina Dieckmann, Babi Xavier, Luana Piovani e Ana Paula Arósio, o ex-BBB Caetano Zonaro, assim como os empresários Denise Céspedes, atual dona da Ford Models no Brasil,Paulo Zulu e Alim Morais. 

## História

### Fundação eSupermodel
Criada em São Paulo em 1987 pelos empresários do mundo da moda Eli Hadid Wahbe (atual sócio da Mega Model) e Lúcio De Nigris (atual dono da Ten Model), a Class Modelos localizava-se em um casarão no bairro dos Jardins, em São Paulo.
Após se credenciar à Ford Models americana, a Class obteve em 1989 o direito de realizar no Brasil o primeiro Supermodel of the World. Do concurso brasileiro, transmitido ao vivo pela então TVS SBT no programa Viva a Noite, comandado por Augusto Liberato, estavam entre as quatro finalistas as atrizes Helena Ranaldi e Adriana Garambone. A vencedora foi, contudo, a modelo Adriana de Oliveira, que na final mundial, em Los Angeles, classificou-se entre “as doze mulheres mais lindas do mundo”, mas não venceu o concurso. Sua colocação, entretanto, garantiu um contrato exclusivo com a Ford Models americana.
Em 1990, a agência promoveu novamente o concurso e entre as quatro finalistas esteve a atriz Giselle Tigre, que na época era modelo. A vencedora desse ano foi a paulistana Jennifer Chen.

### Descredenciamento
Em 1990, a Sexta Turma do Tribunal Regional Federal confirmou sentença da Justiça Federal do Rio de Janeiro que anulou o registro do nome Ford Models, que havia sido concedido pelo Instituto Nacional de Propriedade Industrial à empresa Class Modelos, de São Paulo. A partir de então, a Class também teve o direito de representar o famoso concurso suspenso, os quais seriam posteriormente repassados à Ford Models Brasil, gerenciada pelos empresários Denise Céspedes e Décio Ribeiro. A primeira vencedora nessa nova etapa foi a modelo Luciana Curtis, em 1994.
Seus sócios partem então para empreitadas em separado: Lúcio De Nigris funda a Ten Model em 2004, e em 1996 Eli Hadid Wahbe e outros dois sócios fundam a Mega Model.